# Camille Leclanché
Camille Leclanché dit Buron, né le 1er juin 1921 à Bourges et probablement mort le 4 mars 1944 à Vichy, est un résistant français à l'occupant allemand et au régime de Vichy durant la Seconde Guerre Mondiale.

## Biographie

### Jeunesse et vie avant la guerre
Fils de  Lucien Leclanché, mécanicien, et de Jeanne Ravel, comptable, Camille Leclanché est le dernier d'une fratrie de 3 enfants. Il se distingue dans de nombreux sports au Stade Clermontois. Au début de la guerre il travaille en tant qu'ébéniste à Chamalières.

### La résistance
En mars 1943, Camille Leclanché se réfugie à La Bourboule sous une fausse identité afin d'éviter le STO. En rencontrant d'autres réfractaires au STO il décide de se joindre à la résistance. En juin 1943, il s’installe près de Pulvérières au hameau de Lespinasse où il rencontre  Raymond Labaune, alias Irma. Il fait partie du 1er corps franc d’Auvergne, dirigé par Émile Coulaudon (dit Colonel Gaspard).
Le 31 juillet 1943 il détruit une partie de l'imprimerie imprimant le journal Le Moniteur, journal alors possédé par Pierre Laval. Le 3 août de la même année, il participe à l'évasion de 12 prisonniers à la gare de Pontmort.
Il est arrêté à La Bourboule avec Raymond Labaune par la police française, le 15 janvier 1944 et transféré à Vichy. Il aurait été aperçu le 4 mars 1944 en étant chargé inanimé à bord d'une camionnette.

### Distinction
- Légion d’honneur
- Médaille de la Résistance
- Croix de guerre

## Postérité
Un stade au nord de Clermont Ferrand porte son nom et celui de son frère lui aussi résistant : le stade Camille-et-Edmond-Leclanché.